# 朝日氷川神社
朝日氷川神社（あさひひかわじんじゃ）は、埼玉県川口市の神社。

## 歴史
天正年間（1573年 - 1592年）に創建された。薬林寺が別当寺であった。周辺の樋爪村・十二月田村・前田村・二軒在家村の鎮守であった。
明治初期の神仏分離がされるまで、内陣には聖観音が安置されていた。
1907年（明治40年）の神社合祀により、周辺の2神社が合祀された。
1923年（大正12年）の関東大震災で社殿が倒壊したが、1938年（昭和13年）に再建された。そして2003年（平成15年）に「平成の大造営」として、老朽化した建物を新築した。

## 交通アクセス
- 南鳩ヶ谷駅より徒歩13分。